# 알바틴 특급 공항
알바틴 특급 공항(영어: Al Bateen Executive Airport)은 아랍에미리트 아부다비의 공항이다. 1969년 소규모 비행장으로 개항했다가 1970년 국제공항으로 전환되어, 명실공히 아부다비와 아랍에미리트를 대표하는 국제공항으로 성장하게 되었다.
하지만 급격한 포화 상태에 이르면서 시내에 위치한 특성상 확장이 불가능했다. 결국 아랍에미리트 정부는 저 멀리에 아부다비 국제공항을 건설했으며 1982년 신공항의 개항과 함께 이 공항은 군비행장으로 격하되었다. 그러나 최근에 군 시설을 이전하였으며 현재는 국빈들만 사용한다.